# Liste des bourgmestres d'Auderghem
L'histoire des bourgmestres d'Auderghem commence en 1863, date à laquelle la commune se sépare de l'entité Watermael-Boitsfort. Le premier bourgmestre, Henri de Brouckère y a contribué. La Maison communale abrite la galerie des portraits des différents bourgmestres au quatrième étage. 
- 1863 - 1872 :   Henri de Brouckère (Lib.)
- 1872 - 1884 :   François, baron de Waha (Lib.)
- 1884 - 1886 :   Général Jean-Baptiste Merjay (Lib.)
- 1886 - 1895 :   Joseph Chaudron (Lib.)
- 1896 - 1903 :   Jean Vanhaelen (Lib.)
- 1904 - 1907 :   Charles Madoux (Lib.)
- 1908 - 1911 :   Jules Genicot (Lib.)
- 1911 - 1912 :   Félix Govaert (Lib.)
- 1912 - 1921 :   Carl Herrmann-Debroux (Lib.)
- 1922 - 1932 :   Gustave Demey (Cath.)
- 1933 - 1956 :   Gabriel-Émile Lebon (Lib.)
- 1956 - 1958 :   André Duchêne (PSB/BSP)
- 1959 - 1976 :   Paul Delforge (Lib. ; PLP/PVV ; PLP)
- 1977 - 1985 :   Lucien Outers (FDF)
- 1985 - 1994 :   Robert Dept (FDF)
- 1994 - 2022 :   Didier Gosuin (empêché de 1994 à 2004 et de 2014 à 2019) (FDF ; DéFI)
  - 1994 - 2004 : Georges Defosset, f.f.
  - 2014 - 2018 : Christophe Magdalijns, f.f.
  - 2018 - 2019 : Sophie de Vos, f.f.
- depuis 2022 :   Sophie de Vos (DéFI)[1]